# Държавно устройство на Сенегал
Сенегал е президентска република.

## Законодателна власт
Законодателен орган в Сенегал е двукамарен парламент. Горната камара (Сената) се състои от 100 места, а долната камара от 150 места, избирани за срок от 5 години.